# وقواق برونزي أبيض الأذن
وقواق برونزي أبيض الأذن (الاسم العلمي: Chrysococcyx meyeri) (بالإنجليزية: White-eared Bronze-cuckoo)‏ هو نوع من الطيور يتبع جنس الوقواق البرونزي من فصيلة طيور الوقواق.
الوصف:
الحجم: صغير نسبيًا، يتراوح طوله بين 15-18 سم.
اللون:
الجسم: يتميز بريش معدني لامع يتراوح بين الأخضر البرونزي والذهبي.
الأذن: علامة بيضاء واضحة على جانبي الرأس، وهي السمة التي تميزه.
البطن: أبيض أو رمادي فاتح.
المنقار: قصير ورفيع، مناسب لالتقاط الحشرات.
التوزيع الجغرافي:
ينتشر الوقواق البرونزي أبيض الأذن في مناطق مختلفة من أستراليا، غينيا الجديدة، وبعض الجزر المحيطة في المحيط الهادئ.
الموائل الطبيعية:
يعيش في الغابات المدارية وشبه المدارية.
يُفضل المناطق ذات الأشجار الكثيفة، مثل:
الغابات المطيرة.
الغابات المفتوحة.
المناطق الشجرية القريبة من الأنهار.
الغذاء:
يتغذى بشكل رئيسي على الحشرات، مثل:
اليرقات.
الجراد.
العناكب.
قد يتناول أيضًا الفواكه الصغيرة.
السلوك:
طائر خجول ونادرًا ما يُرى، حيث يفضل البقاء في أعماق الغابات.
يُعرف بسلوكه الطفيلي في التكاثر، حيث تضع الأنثى بيضها في أعشاش طيور أخرى لتقوم باحتضانه ورعاية صغاره.
يُصدر نداءات مميزة تُستخدم للتواصل مع أقرانه.
التكاثر:
السلوك الطفيلي: تعتمد الأنثى على طيور أخرى لتربية صغارها، حيث تضع بيضها في أعشاش طيور صغيرة مثل العصفوريات.
البيض: صغير الحجم ومموه ليتناسب مع بيض الطيور المضيفة.
الحالة البيئية:
التصنيف: يُعتبر من الأنواع غير المهددة، حيث يتمتع بانتشار واسع.
التهديدات:
فقدان الموائل الطبيعية بسبب إزالة الغابات.
التغيرات المناخية التي تؤثر على بيئته.
الحماية:
تُبذل جهود للحفاظ على الغابات المدارية التي تُعد موطنًا رئيسيًا لهذا الطائر.
أهمية الوقواق البرونزي أبيض الأذن:
يُعتبر جزءًا مهمًا من النظام البيئي، حيث يساعد في التحكم في أعداد الحشرات.
يُعد مثالًا على التكيف البيئي من خلال سلوكه الطفيلي في التكاثر.